# Wietrzychowice (gromada)
Wietrzychowice – dawna gromada, czyli najmniejsza jednostka podziału terytorialnego Polskiej Rzeczypospolitej Ludowej w latach 1954–1972.
Gromady, z gromadzkimi radami narodowymi (GRN) jako organami władzy najniższego stopnia na wsi, funkcjonowały od reformy reorganizującej administrację wiejską przeprowadzonej jesienią 1954 do momentu ich zniesienia z dniem 1 stycznia 1973, tym samym wypierając organizację gminną w latach 1954–1972.
Gromadę Wietrzychowice z siedzibą GRN w Wietrzychowicach utworzono – jako jedną z 8759 gromad na obszarze Polski – w powiecie dąbrowskim w woj. krakowskim, na mocy uchwały nr 21/IV/54 WRN w Krakowie z dnia 6 października 1954. W skład jednostki weszły obszary dotychczasowych gromad Wietrzychowice, Miechowice Wielkie, Sikorzyce i Miechowice Małe ze zniesionej gminy Wietrzychowice w tymże powiecie. Dla gromady ustalono 24 członków gromadzkiej rady narodowej.
30 czerwca 1960 do gromady Wietrzychowice przyłączono obszar zniesionej gromady Jadowniki Mokre.
31 grudnia 1961 do gromady Wietrzychowice przyłączono obszar zniesionej gromady Dęblin (Demblin).
Gromada przetrwała do końca 1972 roku, czyli do kolejnej reformy gminnej. 1 stycznia 1973 reaktywowano gminę Wietrzychowice.